# Gherardo V da Correggio
Gherardo V da Correggio, detto de' Dentibus (... – 1257 circa), è stato un nobile e politico italiano, signore di Correggio dal 1230 al 1257. Fu capo dei guelfi di Parma durante l'assedio alla città da parte dell'imperatore Federico II, e podestà di Modena, Parma, Reggio e Genova per la Lega Lombarda. 

## Biografia
Era figlio di Giberto I, signore di Correggio. Fu soprannominato de' Denti o de' Dentibus, per la sua sproporzionata dentatura, secondo Salimbene "quod magnos dentes haberet".
Ricoprì la carica di podestà in diverse città italiane: Modena (1236), Parma (1238), Reggio (1240). Risiedette a Parma nel tempo in cui primeggiavano la sua famiglia e le famiglie guelfe dei Rossi e Lupi. Secondo Carrari era sposato a Adelasia di Sigifredo de' Rossi. Quando nel 1245 prevalse la fazione imperiale, Gherardo si rifugiò a Piacenza e nello stesso anno si ribella della pars imperii insieme a Bernardo de' Rossi (cognato d'Innocenzo IV) ed altri per raggiungersi alla pars ecclesie. Nel 1247 seguì il capitano del popolo Ugo da Sanvitale (anche nipote del papa) nel tentativo di cacciare i ghibellini da Parma: Gherardo venne eletto podestà della città. In carica di podestà, guida al popolo parmigiano durante l'assedio della città (ultimo episodio della Battaglia di Parma) da parte delle truppe imperiali, e venne celebrato come uno dei suoi vincitori.
In riconoscimento fu nominato podestà di Genova nel 1250 per un anno, anche si al termine del suo mandato resta nella città "cum sua societate" militando contro i marchesi Aleramici della Riviera di Ponente, ultimo baluardo della resistenza imperiale in Liguria. Nel 1251 era anche in lotta contro il marchese Oberto Pelavicino, capo dei ghibellini lombardi.
Morì probabilmente nel 1257.

## Discendenza
Gherardo V sposò Adelasia de' Rossi di Parma ed ebbero quattro figli:
- Guido II (1225-1299)
- Matteo III (1230 ca.-1290 ca.)
- N.N., sposò il conte Simone dei Casalodi
- Beatrice, badessa